# Trätesgölen
Trätesgölen är en sjö i Ronneby kommun i Blekinge och ingår i Ronnebyåns huvudavrinningsområde. Sjöns area är 0,031 kvadratkilometer och den befinner sig 108 meter över havet.